# 蒙大拿州县级行政区列表
本條目列出了蒙大拿州的縣份列表。
蒙大拿州共有兩個合併市縣：分別是阿納康達（即鹿棧縣）和比尤特（即銀弓郡）。此外，黃石國家公園不隸屬任何縣份，直至1978年被分割成加拉廷縣和帕克縣的一部份。
蒙大拿州的縮寫為MT，而該州的FIPS代碼是30，与县代码结合使用时写成30XXX。

## 縣份列表
以下表格会在每一个县的名称后面列出其联邦资料处理标准代码（简称代码），该代码是联邦政府用来区分各州和各县的唯一识别码。
| 县                | FIPS代码 | 縣治         | 成立年份 | 起源                           | 词源 | 人口    | 面积                             | 地图                              |
| ----------------- | -------- | ------------ | -------- | ------------------------------ | --- | ------- | -------------------------------- | --------------------------------- |
| 比弗黑德縣        | 001      | 狄龍         | 1864     | 蒙大拿州原始的九個郡之一       | 位於傑佛遜河的比弗黑德石，而該石頭則因河狸的頭部相似而得名 | 9,345   | 5,543平方英里 （14,356平方公里） | 標示出比弗黑德縣位置的地圖        |
| 大角縣            | 003      | 哈丁         | 1913     | 羅斯布德縣和黃石縣             | 當地常見的大角羊 | 13,282  | 4,995平方英里 （12,937平方公里） | 標示出大角縣位置的地圖            |
| 布萊恩縣          | 005      | 奇努克       | 1895     | 舒托縣                         | 詹姆斯·G·布莱恩 （1830－1893），第三十一任美国国务卿及1884年美國總統選舉候選人                                                                                               | 6,619   | 4,226平方英里 （10,945平方公里） | 標示出布萊恩縣位置的地圖          |
| 布羅德沃特縣      | 007      | 湯森         | 1897     | 傑佛遜縣及馬爾縣               | 查爾斯·A·布羅德沃特 （1840－1892），美国陆军於蒙大拿州殖民先驅者 | 5,667   | 1,192平方英里 （3,087平方公里）  | 標示出布羅德沃特縣位置的地圖      |
| 卡本縣            | 009      | 雷德洛治     | 1895     | 帕克縣和黃石縣                 | 當地常見的煤礦 | 10,399  | 2,048平方英里 （5,304平方公里）  | 標示出卡本縣位置的地圖            |
| 卡特縣            | 011      | 伊卡拉卡     | 1917     | 法倫縣                         | 托馬斯·亨利·卡特 （1854－1911），來自蒙大拿州的美国参议院議員 | 1,169   | 3,340平方英里 （8,651平方公里）  | 標示出卡特縣位置的地圖            |
| 喀斯喀特縣        | 013      | 大瀑布城     | 1887     | 舒托縣和馬爾縣                 | 位於密苏里河的大瀑布 | 82,344  | 2,698平方英里 （6,988平方公里）  | 標示出喀斯喀特縣位置的地圖        |
| 舒托縣            | 015      | 本顿堡       | 1865     | 蒙大拿州原始的九個郡之一       | 讓·皮埃里·舒托 （1758－1849）和他的兒子小皮埃里·舒托 （1789－1865）。而他們兩人所屬的舒托家族為毛皮商家族                                                                    | 5,894   | 3,973平方英里 （10,290平方公里） | 標示出舒托縣位置的地圖            |
| 卡斯特縣          | 017      | 迈尔斯城     | 1865     | 大角縣                         | 乔治·阿姆斯特朗·卡斯特 （1839－1876），美國陸軍將領，於小大角战役中陣亡 | 12,092  | 3,783平方英里 （9,798平方公里）  | 標示出卡斯特縣位置的地圖          |
| 丹尼爾斯縣        | 019      | 斯科比       | 1920     | 謝里敦縣和瓦利縣               | 曼斯菲爾德·A·丹尼爾斯，蒙大拿州一名早期的農場工人及商店店主 | 1,793   | 1,426平方英里 （3,693平方公里）  | 標示出丹尼爾斯縣位置的地圖        |
| 道生縣            | 021      | 格倫代夫     | 1865     | 當時尚未加入美國的領土         | 安德魯·道生，狩獵陷阱的發明者及美国陆军少校 | 9,518   | 2,373平方英里 （6,146平方公里）  | 標示出道生縣位置的地圖            |
| 鹿棧縣            | 023      | 阿納康達     | 1864     | 蒙大拿州原始的九個郡之一       | 位於當地的鹿棧谷（該山谷以「白尾鹿的小屋」的原住民語命名）或鹿群前來舔鹽的地方                                                                                               | 9,150   | 737平方英里 （1,909平方公里）    | 標示出鹿棧縣位置的地圖            |
| 法倫縣            | 025      | 貝克         | 1913     | 卡斯特縣                       | 本傑明·奧法倫，一名印第安事務官 | 3,108   | 1,620平方英里 （4,196平方公里）  | 標示出法倫縣位置的地圖            |
| 弗格斯縣          | 027      | 刘易斯敦     | 1885     | 蒙大拿州原始的九個郡之一       | 安德魯·弗格斯，該縣的首批殖民者之一 | 11,442  | 4,339平方英里 （11,238平方公里） | 標示出弗格斯縣位置的地圖          |
| 弗拉特黑德縣      | 029      | 卡利斯佩尔   | 1893     | 米蘇拉縣                       | 弗拉特黑德族，美國原住民的一支 | 94,924  | 5,099平方英里 （13,206平方公里） | 標示出弗拉特黑德縣位置的地圖      |
| 加拉廷縣          | 031      | 博兹曼       | 1864     | 蒙大拿州原始的九個郡之一       | 艾伯特·加勒廷 （1791－1849），刘易斯与克拉克远征時期的美国财政部长 | 97,308  | 2,507平方英里 （6,493平方公里）  | 標示出加拉廷縣位置的地圖          |
| 加菲爾德縣        | 033      | 乔丹         | 1919     | 道生縣                         | 詹姆斯·艾布拉姆·加菲尔德 （1831－1881），第二十任美国总统（1881） | 1,309   | 4,668平方英里 （12,090平方公里） | 標示出加菲爾德縣位置的地圖        |
| 冰川縣            | 035      | 卡特班克     | 1919     | 提頓縣                         | 得名自縣內的冰川國家公園 | 13,696  | 2,995平方英里 （7,757平方公里）  | 標示出冰川縣位置的地圖            |
| 戈爾登瓦利縣      | 037      | 拉伊盖特     | 1920     | 馬瑟爾謝爾縣和斯威特格拉斯縣   | 縣名的直譯為「黃金谷地」，而「黃金谷地」的用意為吸引拓荒者 | 852     | 1,175平方英里 （3,043平方公里）  | 標示出戈爾登瓦利縣位置的地圖      |
| 格拉尼特縣        | 039      | 菲利普       | 1893     | 鹿棧縣和米蘇拉縣               | 得名自當地山丘常見的金礦和銀礦及格拉尼特城 | 3,209   | 1,728平方英里 （4,475平方公里）  | 標示出格拉尼特縣位置的地圖        |
| 希爾縣            | 041      | 哈佛         | 1912     | 舒托縣                         | 詹姆斯·傑羅姆·希爾 （1838－1916），鐵路公司創辦人 | 16,596  | 2,896平方英里 （7,501平方公里）  | 標示出希爾縣位置的地圖            |
| 傑佛遜縣          | 043      | 博尔德       | 1864     | 蒙大拿州原始的九個郡之一       | 托马斯·杰斐逊（1743-1826），第三任美国总统（1801-1809） | 11,558  | 1,657平方英里 （4,292平方公里）  | 標示出傑佛遜縣位置的地圖          |
| 朱迪斯盆地縣      | 045      | 斯坦福       | 1920     | 喀斯咯特縣和弗格斯縣           | 得名自朱迪斯河，而該河則得名自威廉·克拉克的伴侶茱莉婭·「朱迪斯」·漢考克，二人在不久後結婚                                                                                    | 1,991   | 1,870平方英里 （4,843平方公里）  | 標示出朱迪斯盆地縣位置的地圖      |
| 萊克縣            | 047      | 波尔森       | 1923     | 弗拉特黑德縣和米蘇拉縣         | 得名自弗拉特黑德湖 | 29,099  | 1,494平方英里 （3,869平方公里）  | 標示出萊克縣位置的地圖            |
| 劉易斯與克拉克縣  | 049      | 海倫娜       | 1864     | 蒙大拿州原始的九個郡之一       | 梅里韦瑟·刘易斯和威廉·克拉克，美國著名探險家 | 65,856  | 3,461平方英里 （8,964平方公里）  | 標示出劉易斯與克拉克縣位置的地圖  |
| 利柏提縣          | 051      | 切斯特       | 1920     | 舒托縣和希爾縣                 | 第一次世界大战戰勝後人民獲得的「自由」 | 2,359   | 1,430平方英里 （3,704平方公里）  | 標示出利柏提縣位置的地圖          |
| 林肯縣            | 053      | 利比         | 1909     | 弗拉特黑德縣                   | 亚伯拉罕·林肯 （1809-1865），美國第十六任總統 （1861-1865） | 19,125  | 3,613平方英里 （9,358平方公里）  | 標示出林肯縣位置的地圖            |
| 麥空縣            | 055      | 瑟克尔       | 1919     | 道生縣和里奇蘭縣               | 喬治·麥空，一名來自蒙大拿州的美国参议院議員，因協助建州而知名 | 1,694   | 2,643平方英里 （6,845平方公里）  | 標示出麥空縣位置的地圖            |
| 麥迪遜縣          | 057      | 弗吉尼亚城   | 1864     | 蒙大拿州原始的九個郡之一       | 詹姆斯·麦迪逊 （1751-1836），第四任美國總統 （1809-1817） | 7,820   | 3,587平方英里 （9,290平方公里）  | 標示出麥迪遜縣位置的地圖          |
| 馬爾縣            | 059      | 白硫磺泉镇   | 1867     | 舒托縣和加拉廷縣               | 托馬斯·弗朗西斯·馬爾 （1823－1867），一名蒙大拿領地州長 | 1,853   | 2,392平方英里 （6,195平方公里）  | 標示出馬爾縣位置的地圖            |
| 米納勒爾縣        | 061      | 苏必利尔     | 1914     | 米蘇拉縣                       | 當地常見的采矿业及周圍豐富的礦藏 | 4,257   | 1,220平方英里 （3,160平方公里）  | 標示出米納勒爾縣位置的地圖        |
| 米蘇拉縣          | 063      | 米蘇拉       | 1864     | 蒙大拿州原始的九個郡之一       | 得名自弗拉特黑德族的印第安語「im-i-sul-e-etiku」，意思為「令人恐懼或者伏擊的地方」，而該「令人恐懼或者伏擊的地方」乃指地獄門峽谷在峽谷附近居住的美國原住民有時會被黑腳族襲擊 | 112,684 | 2,598平方英里 （6,729平方公里）  | 標示出米蘇拉縣位置的地圖          |
| 馬瑟爾謝爾縣      | 065      | 朗达普       | 1911     | 弗格斯縣、馬爾縣和黃石縣       | 得名自马瑟尔谢尔河，而該河則以刘易斯与克拉克远征在該河河邊發現的淡菜 | 4,589   | 1,867平方英里 （4,836平方公里）  | 標示出馬瑟爾謝爾縣位置的地圖      |
| 帕克縣            | 067      | 利文斯顿     | 1887     | 加拉廷縣                       | 當地附近的黃石國家公園 | 15,880  | 2,656平方英里 （6,879平方公里）  | 標示出帕克縣位置的地圖            |
| 石油縣            | 069      | 温纳特       | 1926     | 弗格斯縣                       | 生產自當地貓溪的石油 | 485     | 1,654平方英里 （4,284平方公里）  | 標示出石油縣位置的地圖            |
| 菲利普斯縣        | 071      | 马耳他       | 1915     | 布萊恩縣和瓦利                 | B·D·菲利普斯，當地早期的拓荒者和牧場主人 | 4,192   | 5,140平方英里 （13,313平方公里） | 標示出菲利普斯縣位置的地圖        |
| 龐多雷縣          | 073      | 康拉德       | 1919     | 舒托縣和提頓縣                 | 縣名來自龐多雷人（Pend d'Oreilles，印第安人的一支，「龐多雷」是法語「耳環」的意思）。為了與華盛頓州同名的縣和愛達荷州同名的河區分，便採用現在的拼法。又說縣名來自龐多雷河。  | 6,219   | 1,625平方英里 （4,209平方公里）  | 標示出龐多雷縣位置的地圖          |
| 保德河縣          | 075      | 布罗德斯     | 1919     | 卡斯特縣                       | 位於當地的保德河，而該河則得名自河邊和火药十分相似的沙 | 1,783   | 3,297平方英里 （8,539平方公里）  | 標示出保德河縣位置的地圖          |
| 鮑威爾縣          | 077      | 迪尔洛奇     | 1901     | 鹿棧縣                         | 位於當地鮑威爾山，而該山則以约翰·威斯利·鲍威尔 （1834－1902，蒙大拿州早期的探險家）命名                                                                                      | 6,909   | 2,326平方英里 （6,024平方公里）  | 標示出鮑威爾縣位置的地圖          |
| 普雷里縣          | 079      | 特里         | 1915     | 道生縣和法倫縣                 | 位於當地的北美大平原 | 1,148   | 1,737平方英里 （4,499平方公里）  | 標示出普雷里縣位置的地圖          |
| 拉瓦利縣          | 081      | 汉密尔顿     | 1893     | 米蘇拉縣                       | 安東尼·拉瓦利神父 （1812－1884），耶穌會成員，於1845年因傳教任務而抵達蒙大拿州                                                                                               | 41,030  | 2,394平方英里 （6,200平方公里）  | 標示出拉瓦利縣位置的地圖          |
| 里奇蘭縣          | 083      | 悉尼         | 1914     | 道生縣                         | 縣名的直譯為「肥沃的土地」，而「肥沃的土地」的用意為吸引拓荒者 | 11,576  | 2,084平方英里 （5,398平方公里）  | 標示出里奇蘭縣位置的地圖          |
| 羅斯福縣          | 085      | 沃尔夫波因特 | 1919     | 謝里敦縣                       | 西奥多·罗斯福 （1858－1919），第二十六任美国总统（1901－1909） | 11,332  | 2,356平方英里 （6,102平方公里）  | 標示出羅斯福縣位置的地圖          |
| 羅斯布德縣        | 087      | 福塞斯       | 1901     | 卡斯特縣                       | 斯蒂尔沃特河附近常見的刺蔷薇 | 9,326   | 5,012平方英里 （12,981平方公里） | 標示出羅斯布德縣位置的地圖        |
| 桑德斯縣          | 089      | 汤普森瀑布   | 1905     | 米蘇拉縣                       | 威爾伯·費斯克·桑德斯 （1834－1905），殖民先鋒、義警警員及來自蒙大拿州的美国参议院議員（1890－1893）                                                                          | 11,364  | 2,762平方英里 （7,154平方公里）  | 標示出桑德斯縣位置的地圖          |
| 謝里敦縣          | 091      | 坡兰特伍德   | 1913     | 瓦利縣                         | 菲利普·谢里登 （1831－1888），南北战争上將 | 3,696   | 1,677平方英里 （4,343平方公里）  | 標示出謝里敦縣位置的地圖          |
| 比尤特-銀弓市和縣 | 093      | 比尤特       | 1881     | 鹿棧縣                         | 當地的銀弓溪，而該溪的得自有多種說法 | 34,680  | 718平方英里 （1,860平方公里）    | 標示出比尤特-銀弓市和縣位置的地圖 |
| 斯蒂爾沃特縣      | 095      | 哥倫布       | 1913     | 卡本縣、斯威特格拉斯縣和黃石縣 | 斯蒂尔沃特河，而「斯蒂爾沃特」則取名自該河流非常快的急流 | 9,290   | 1,795平方英里 （4,649平方公里）  | 標示出斯蒂爾沃特縣位置的地圖      |
| 斯威特格拉斯縣    | 097      | 大廷伯       | 1895     | 馬爾縣、帕克縣和黃石縣         | 當地常見的亂子草 | 3,665   | 1,855平方英里 （4,804平方公里）  | 標示出斯威特格拉斯縣位置的地圖    |
| 提頓縣            | 099      | 肖托         | 1893     | 舒托縣                         | 位於當地的提頓靶場，而「提頓」一名則取自「奶」的法語 | 6,064   | 2,273平方英里 （5,887平方公里）  | 標示出提頓縣位置的地圖            |
| 圖勒縣            | 101      | 谢尔比       | 1914     | 希爾縣和提頓縣                 | 約瑟·肯普·圖勒 （1851－1929），第一及第四任蒙大拿州州長（1889－1893，1901－1908）                                                                                            | 5,150   | 1,911平方英里 （4,949平方公里）  | 標示出圖勒縣位置的地圖            |
| 特雷熱縣          | 103      | 海舍姆       | 1919     | 羅斯布德縣                     | 縣名的直譯為「寶藏」，而「寶藏」的用意為吸引拓荒者 | 692     | 979平方英里 （2,536平方公里）    | 標示出特雷熱縣位置的地圖          |
| 瓦利縣            | 105      | 格拉斯哥     | 1893     | 道生縣                         | 米爾克河（密蘇里河的支流之一）上的谷地 | 7,640   | 4,921平方英里 （12,745平方公里） | 標示出瓦利縣位置的地圖            |
| 惠特蘭縣          | 107      | 哈洛顿       | 1917     | 馬爾縣和斯威特格拉斯縣         | 當地眾多的小麦田 | 2,102   | 1,423平方英里 （3,686平方公里）  | 標示出惠特蘭縣位置的地圖          |
| 威博縣            | 109      | 威博         | 1914     | 道生縣、法倫縣和里奇蘭縣       | 皮埃爾·威博 （1858－1913），一名殖民先鋒和牧牛人 | 1,121   | 889平方英里 （2,302平方公里）    | 標示出威博縣位置的地圖            |
| 黃石縣            | 111      | 比靈斯       | 1893     | 卡斯特縣                       | 黃石河，蒙大拿州的主要河流，而該河流則取名自河流裏的黃色石頭 | 155,634 | 2,635平方英里 （6,825平方公里）  | 標示出黃石縣位置的地圖            |

## 被撤消的縣
- 黃石國家公園（1872－1978），被分割成加拉廷縣和帕克縣的一部份。